# Amsterdam Crusaders 1994
Questa voce raccoglie le informazioni riguardanti gli Amsterdam Crusaders nella stagione 1994.

## Football League of Europe

### Stagione regolare
| Amsterdam 7 maggio 1994 2ª giornata | Amsterdam Crusaders | 22 – 7 | Helsinki Roosters |  |

| 21 maggio 1994 4ª giornata | Berlin Bears | 25 – 47 | Amsterdam Crusaders |  |

| 28 maggio 1994 5ª giornata | Amsterdam Crusaders | 28 – 16 | Munich Thunder |  |

| 4 giugno 1994 6ª giornata | Frankfurt Gamblers | 19 – 13 (d.t.s.) | Amsterdam Crusaders |  |

| Amsterdam 11 giugno 1994 7ª giornata | Amsterdam Crusaders | 32 – 24 | Hamburg Blue Devils | Sportpark Sloten |

| 18 giugno 1994 8ª giornata | Stockholm Nordic Vikings | 65 – 23 | Amsterdam Crusaders |  |

| Sheffield 25 giugno 1994 9ª giornata | Great Britain Spartans | 50 – 44 | Amsterdam Crusaders | Don Valley Stadium |

| 6 agosto 1994 12ª giornata | Amsterdam Crusaders | 28 – 29 | Munich Thunder |  |

| 13 agosto 1994 13ª giornata | Amsterdam Crusaders | 22 – 19 | Great Britain Spartans |  |

| 20 agosto 1994 14ª giornata | Amsterdam Crusaders | 36 – 26 | Frankfurt Gamblers |  |

### Playoff
| 3 settembre 1994 Semifinale | Stockholm Nordic Vikings | 34 – 21 | Amsterdam Crusaders |  |

## Statistiche di squadra
| Competizione            | %Vittorie | In casa | In casa | In casa | In casa | In casa | In casa | In trasferta | In trasferta | In trasferta | In trasferta | In trasferta | In trasferta | Totale | Totale | Totale | Totale | Totale | Totale |
| Competizione            | %Vittorie | G       | V       | N       | P       | Pf      | Ps      | G            | V            | N            | P            | Pf           | Ps           | G      | V      | N      | P      | Pf     | Ps     |
| ----------------------- | --------- | ------- | ------- | ------- | ------- | ------- | ------- | ------------ | ------------ | ------------ | ------------ | ------------ | ------------ | ------ | ------ | ------ | ------ | ------ | ------ |
| FLE - Stagione regolare | .600      | 6       | 5       | 0       | 1       | 168     | 121     | 4            | 1            | 0            | 3            | 127          | 159          | 10     | 6      | 0      | 4      | 295    | 280    |
| FLE - Playoff           | .000      | 0       | 0       | 0       | 0       | 0       | 0       | 1            | 0            | 0            | 1            | 21           | 34           | 1      | 0      | 0      | 1      | 21     | 34     |
| Totale                  | .545      | 6       | 5       | 0       | 1       | 168     | 121     | 5            | 1            | 0            | 4            | 148          | 193          | 11     | 6      | 0      | 5      | 316    | 314    |